# Сірмілік (національний парк)
 Національний парк Сермілик (англ. Sirmilik National Park, фр. Parc national de Sirmilik) — національний парк Канади, заснований в 1999 році, на Баффіновій землі і острові Байлота в території  Нунавут.
У перекладі з мови інуктітут  Сермілик  означає «Край Льодовиків».
Парк складається з чотирьох частин - острова Байлота, півострова Бордон, Байларг Бей і Олівер Саонд.